# Aladdin und der König der Diebe
Aladdin und der König der Diebe (Originaltitel: Aladdin and the King of Thieves) ist die zweite Fortsetzung des Zeichentrickfilms Aladdin der Walt Disney Company und erschien im Jahr 1996. Regie führte Tad Stones. Der Film erinnert an den Roman Ali Baba und die vierzig Räuber.

## Handlung
Prinzessin Jasmin und Aladdin wollen heiraten. Die Hochzeit wird jedoch von der Räuberbande „Die vierzig Räuber“ gestört. Die Diebe suchen nach dem magischen goldenen Zepter, das sich angeblich unter den Hochzeitsgeschenken befindet. Dieses Zepter kann das Orakel beschwören, welches einer Person die Antwort auf eine Frage gewährt. Aladdin, Jago, Abu und Dschini vertreiben die Diebe. Aladdin erfährt vom Orakel, dass sein Vater Cassim noch lebt, und somit macht Aladdin sich auf die Suche nach ihm.
Er kann die Räuber bei der Höhle Sesam einholen und dort eindringen. Er, Abu, der Teppich und Jago werden bald gefasst. Er gibt sich Cassim als sein Sohn zu erkennen, worauf dieser ihm eine Chance zur Rettung gewährt: Er muss den besten Kämpfer der Räuber, den Hünen Saluk, besiegen. Aladdin stürzt Saluk über eine tiefe Klippe ins Meer und wird bei den Räubern aufgenommen. Cassim erläutert ihm den Grund für den Überfall auf den Palast: Er will das Orakel nach dem Weg zur Hand von Midas befragen. Diese Hand, der Schatz der Schätze, ist ein Artefakt, das alles, was es berührt, in Gold verwandelt. Um dieses Artefakt zu finden und seiner Familie Wohlstand zu bringen, hatte Cassim seine Familie einst verlassen. Nun folgt er seinem Sohn, um seiner Hochzeit beizuwohnen.
Cassim wird von den Bewohnern freundlich aufgenommen. Jedoch hat Saluk überlebt und erzählt Razul, dem Hauptmann der Palastwache, mit der Versprechung von Ruhm von der Höhle Sesam. Cassim versucht, das Orakel zu stehlen, und wird gefasst. Razul zieht zur Höhle Sesam und nimmt viele Räuber gefangen. Aladdin verhilft seinem Vater zum Ausbruch, stellt ihn allerdings vor die Wahl, sich für seinen Sohn oder für den Schatz zu entscheiden. Er entscheidet sich für die Hand, Aladdin kehrt zurück nach Agrabah, um sich seinem Urteil zu stellen.
Cassim kehrt mit Jago zur Höhle Sesam zurück, wird jedoch von Saluk und den noch übrigen sieben Räubern gefangen genommen. Die Räuber zwingen Cassim, sie mit Unterstützung des Orakels zu der Insel zu führen, auf der sich die Hand von Midas befindet. Jago gelingt es jedoch sich zu befreien und die Freunde in Agrabah zu alarmieren. Nach anfänglichem Zögern verfolgen Aladdin und seine Freunde die Räuber und retten Cassim. Vater und Sohn gelingt es, die Hand von Midas in ihren Besitz zu bringen. In einem finalen Showdown wird Saluk von der Hand von Midas in Gold verwandelt, und sie können von der versinkenden Insel fliehen. Cassim entscheidet sich diesmal für seinen Sohn und versenkt die Hand von Midas im Meer.
Nach der glücklichen Rettung kann endlich die Hochzeit von Aladdin und Jasmin stattfinden. Auch Cassim nimmt heimlich teil. Während Aladdin und Jasmin in ihre Flitterwochen fliegen, reitet Cassim zusammen mit Jago neuen Abenteuern entgegen.

## Synchronisation
Wie bei den beiden vorherigen Filmen fanden die Synchronisationsarbeiten bei der Berliner Synchron statt. Frank Lenart war erneut für Dialogbuch und -regie verantwortlich, Andreas Hommelsheim für die Musikalische Leitung.
| Rolle                             | Englischer Sprecher | Deutscher Sprecher   |
| --------------------------------- | ------------------- | -------------------- |
| Aladdin (Sprache)                 | Scott Weinger       | Michael Deffert      |
| Aladdin (Gesang)                  | Brad Kane           | Cusch Jung           |
| Jago                              | Gilbert Gottfried   | Michael Pan          |
| Abu                               | Frank Welker        |                      |
| Dschinni                          | Robin Williams      | Peer Augustinski     |
| Prinzessin Jasmin                 | Linda Larkin        | Maud Ackermann       |
| Prinzessin Jasmin (Gesang)        | Liz Callaway        | Heike Gentsch        |
| Cassim (Aladdins Vater) – Sprache | John Rhys-Davies    | Tilo Schmitz         |
| Cassim (Aladdins Vater) – Gesang  | Merwin Foard        | Tilo Schmitz         |
| Saluk                             | Jerry Orbach        | Joscha Fischer-Antze |
| Magisches Orakel                  | CCH Pounder         | Franziska Pigulla    |
| Sultan                            | Val Bettin          | Gerry Wolff          |
| Razoul                            | Jim Cummings        | Wolfgang Kühne       |

## Auszeichnungen (Auswahl)
Der Film wurde 1997 bei den Annie Awards als „Best Home Video Production“ ausgezeichnet.